# Giennadij Kurilenko
Giennadij Władimirowicz Kurilenko, ros. Геннадий Владимирович Куриленко (ur. 8 maja 1943, zm. 16 lutego 2013) – radziecki żużlowiec.
Wielokrotny reprezentant Związku Radzieckiego. Trzykrotny finalista indywidualnych mistrzostw świata: Göteborg 1964 (VIII miejsce), Göteborg 1968 (IV miejsce), Wrocław 1970 (XIV miejsce). Trzykrotny finalista drużynowych mistrzostw świata: Abensberg 1964 (srebrny medal), Kempten 1965 (IV miejsce), Rybnik 1969 (brązowy medal). 
Wielokrotny medalista mistrzostw Związku Radzieckiego: indywidualnie złoty (1970) oraz dwukrotnie srebrny (1965, 1968), jak również drużynowo sześciokrotnie złoty (1963, 1967, 1968, 1969, 1970, 1973).
W 1969 r. zwyciężył w turnieju o Zlatą Přilbę w Pardubicach.